# Ankylose

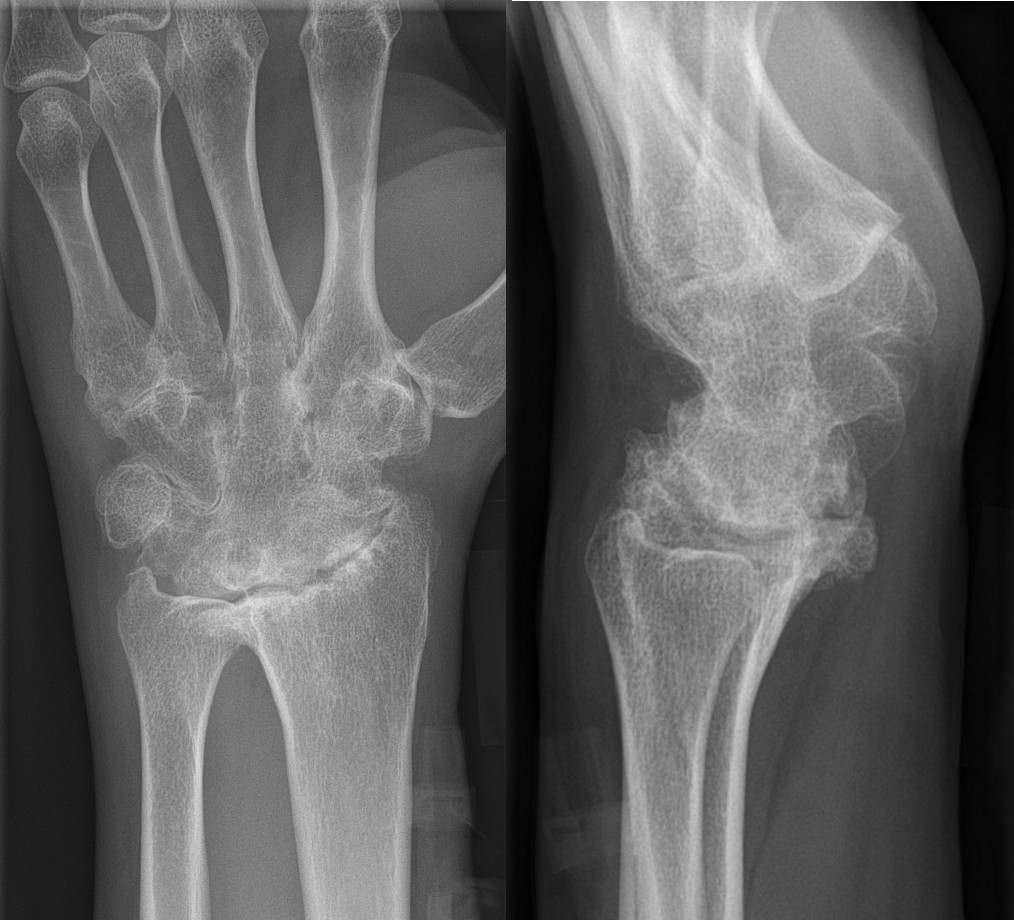
Ankylosen der Handwurzelknochen nach einer abgelaufenen juvenilen Arthritis.

Die Ankylose (griechisch ἀγκύλωσις ánkylosis „Verkrümmung“, bei Galenos „Verwachsung“ in Bezug auf narbig verwachsene Augenlider, ab dem 7. Jahrhundert bei Paulos von Aigina auch „Gelenkversteifung“, von ἀγκύλος „gebeugt, gebogen“), älter auch griechisch-lateinisch und englisch Anchylosis, ist der medizinische Fachausdruck für eine vollständige Gelenksteife. Diese kann bedingt sein durch Verknöcherung des Gelenkspalts oder durch Veränderungen (Narbenzüge) der Gelenkkapsel. Häufig handelt es sich um bestimmte (ankylosierende) Wirbelleiden oder die Folge einer entzündlichen Destruktion, z. B. bei rheumatoider Arthritis.
Davon zu unterscheiden ist die Zahn-Ankylose, die (dentoalveoläre) Ankylose der Zähne. Ankylosierung beschreibt den Vorgang der Gelenkversteifung.